# 500e régiment d'artillerie spéciale

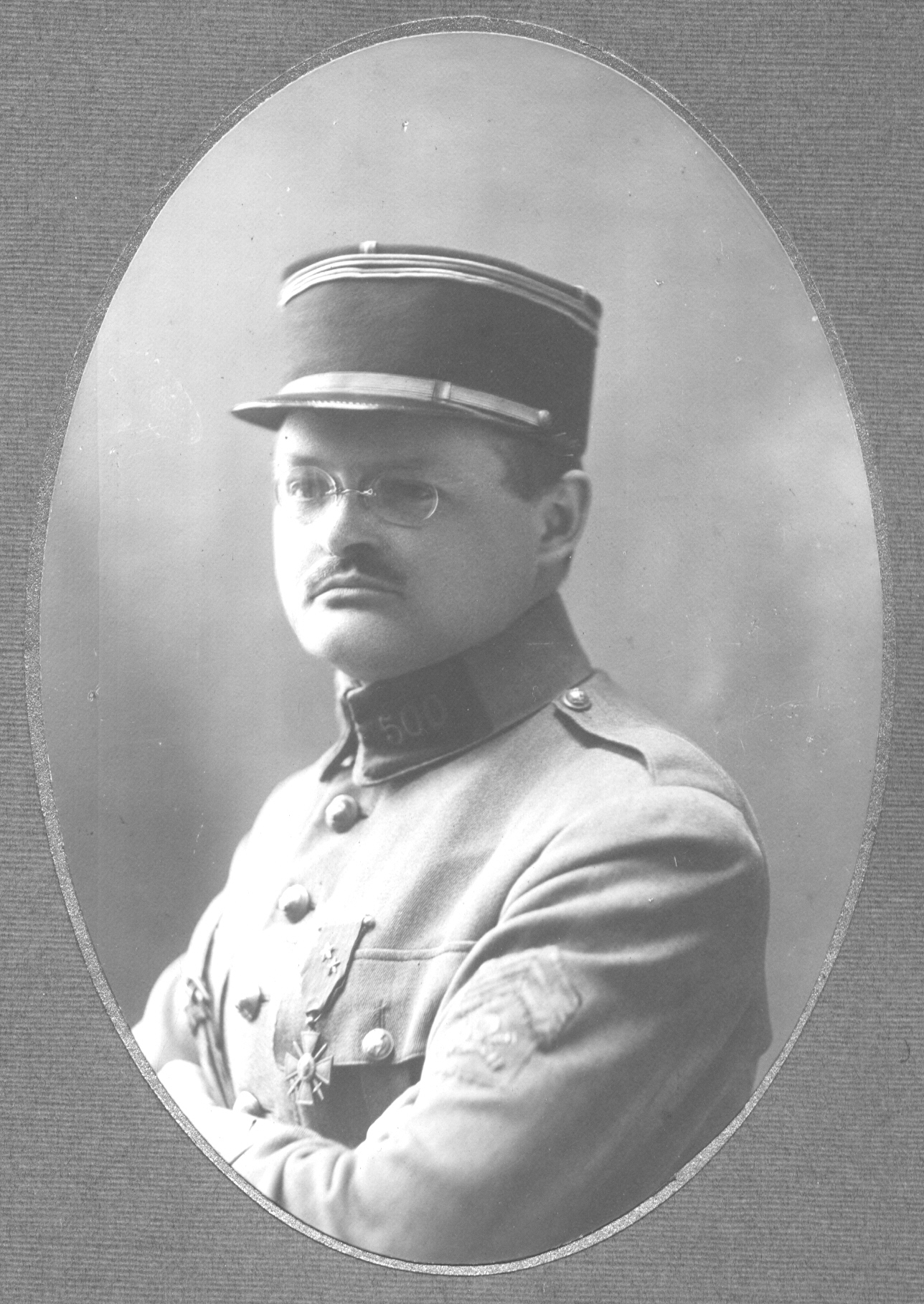
Le lieutenant Maurice Lorfeuvre en uniforme du.

Le 500e régiment d'artillerie spéciale est un régiment français de la Première Guerre mondiale. Il chargé de former les différents régiments de l'artillerie spéciale, c'est-à-dire les chars d'assaut de l'armée de terre française. Situé sur le camp de Cercottes, il est créé le 12 mai 1918 par changement de nom des 80e et 81e batteries de dépôt du 81e régiment d'artillerie lourde.